# Jan Chrzciciel (Indianin)
Jan Chrzciciel, właśc. hiszp. Juan Bautista  (ur. ok. 1660 w San Francisco Cajonos w Meksyku, zm. 16 września 1700 w Santo Domingo Xagacía) – indiański akolita, sędzia i burmistrz, męczennik chrześcijański, błogosławiony Kościoła rzymskokatolickiego.
Pochodził z plemienia Zapoteków. Jego żoną była Josefa de la Cruz z którą miał córkę Rose. Razem z Hiacyntem od Aniołów wspomagali dominikańskich misjonarzy. Zostali oskarżeni o uprawianie czarów i za odmowę wyrzeczenia się wiary chrześcijańskiej obaj zostali zamordowani przez współplemieńców w 1700 roku.
Ich beatyfikacji dokonał papież Jan Paweł II w dniu 1 sierpnia 2002 roku.